# Ernst te Peerdt
Ernst Carl Friedrich te Peerdt (né le 25 novembre 1852 à Tecklembourg et mort le 20 février 1932 à Düsseldorf) est un peintre allemand des écoles de Düsseldorf et de Munich.

## Biographie
Te Peerdt est le fils d'un juge de district protestant à Tecklembourg (province de Westphalie). Il passe sa jeunesse à Wesel, où il étudie au lycée (de). À partir de 1868, il étudie à l'Académie des beaux-arts de Düsseldorf, avec Eduard Bendemann et Andreas Müller comme professeurs. En 1873, il étudie à l'Académie de Munich avec Ferdinand Piloty et Wilhelm von Diez comme professeurs. À partir de 1874, il reçoit des cours de Ludwig Knaus à l'Académie de Berlin. De 1878 à 1881, il voyage en Italie (Venise, Ravenne, Rome, Capri, sud de l'Italie). De 1881 à 1884, il séjourne à Düsseldorf, où il est membre de l'association d'artistes Malkasten. De 1884 à 1892, il vit à Munich. Il s'y marie le 1er décembre 1888 avec Wilhelmine (Minna) Baumgartner de Burghausen. Sa fille Johanna est née en 1890. En 1893, Te Peerdt s'installe à nouveau à Düsseldorf. En 1910, Te Peerdt vit à Düsseldorf au 12 Gneisenaustrasse, Pempelfort. Son fils Heinrich est né en 1895. En 1909, Te Peerdt rejoint le Sonderbund et participe à ses expositions à la Galerie d'art de Düsseldorf (de) (1909) et au palais des Arts de Düsseldorf (1910). Il est nommé membre honoraire du Sonderbund en 1911. Ses membres, qui s'intéressent particulièrement à ses études en plein air et à ses paysages, considérent Te Peerdt comme leur précurseur en raison de ses premières peintures impressionnistes. En 1914, Alfred Flechtheim organise la première exposition personnelle de Peerdt dans sa galerie de Düsseldorf. La même année, Flechtheim présente Te Peerdt à l'exposition Werkbund de Cologne. Une exposition personnelle au Kölnischer Kunstverein suit en septembre 1917. Flechtheim, qui promeut Peerdt sous le nom de « Liebermann de Düsseldorf », ; l'expose à nouveau en 1917, 1919, 1924 et 1930. Le 11 mai 1918 te Peerdt reçoit le titre de professeur à la grande exposition d'art NRW de Düsseldorf (de) au palais des Arts. En 1919, te Peerdt devient un membre honoraire du groupe d'artistes de Düsseldorf La Jeune Rhénanie à la suggestion de Karl Koetschau, aux côtés de Christian Rohlfs. Le 20 juin 1925, l'Université rhénane Frédéric-Guillaume de Bonn lui décerne un doctorat honorifique. La même année, le peintre de Düsseldorf Arthur Kaufmann le dépeint dans son tableau Die Zeitgenossen, afin de caractériser Te Peerdt comme « l'ancêtre » de la peinture rhénane moderne. L'Académie des beaux-arts de Düsseldorf lui rend hommage le 25 novembre 1927 pour son 75e anniversaire à travers une cérémonie et la remise du titre de membre d'honneur. En 1928, Te Peerdt participe à l'exposition d'art allemand à Düsseldorf. En 1932, Walter Cohen l'honore d'une nécrologie dans le magazine Die Kunst für Alle en tant que « peintre-poète-philosophe [s] » avec une « personnalité impressionnante malgré de nombreuses particularités ». La même année, l'exposition Düsseldorf-Munich Art montre une « exposition commémorative pour Ernst te Peerdt » dans une salle séparée du Museum Kunstpalast dans laquelle est présenté l'autoportrait de te Peerdt, réalisé dans sa vieillesse.

## Travail (sélection)

### La peinture

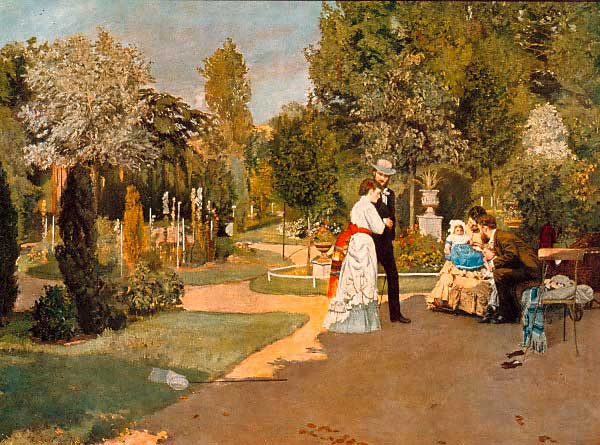
Gesellschaft im Park (Parkszene), 1873, Musée Wallraf Richartz

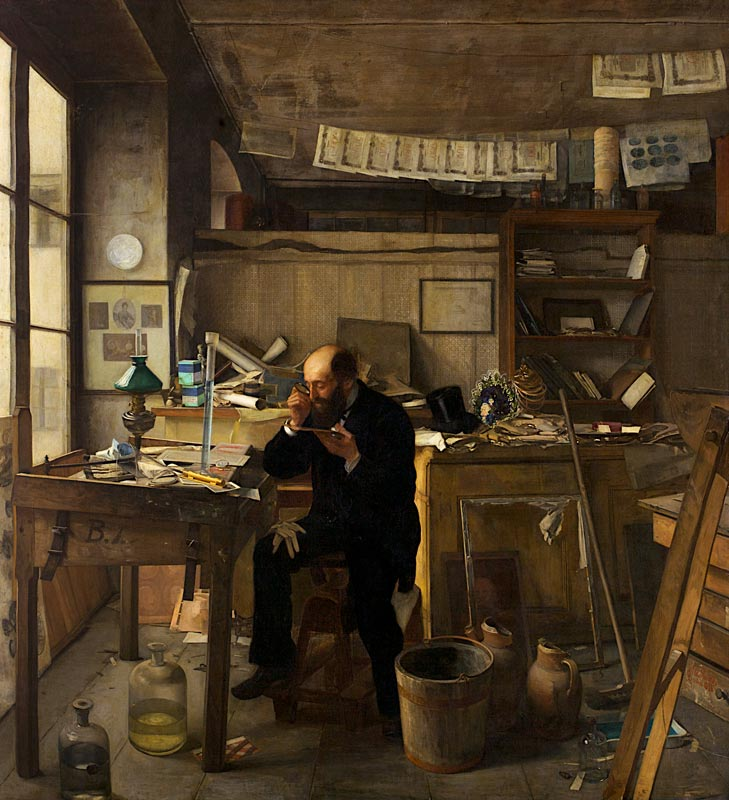
L'imprimeur sur cuivre (le contrefacteur ; une héliographie dans son atelier), 1876, Museum Kunstpalast

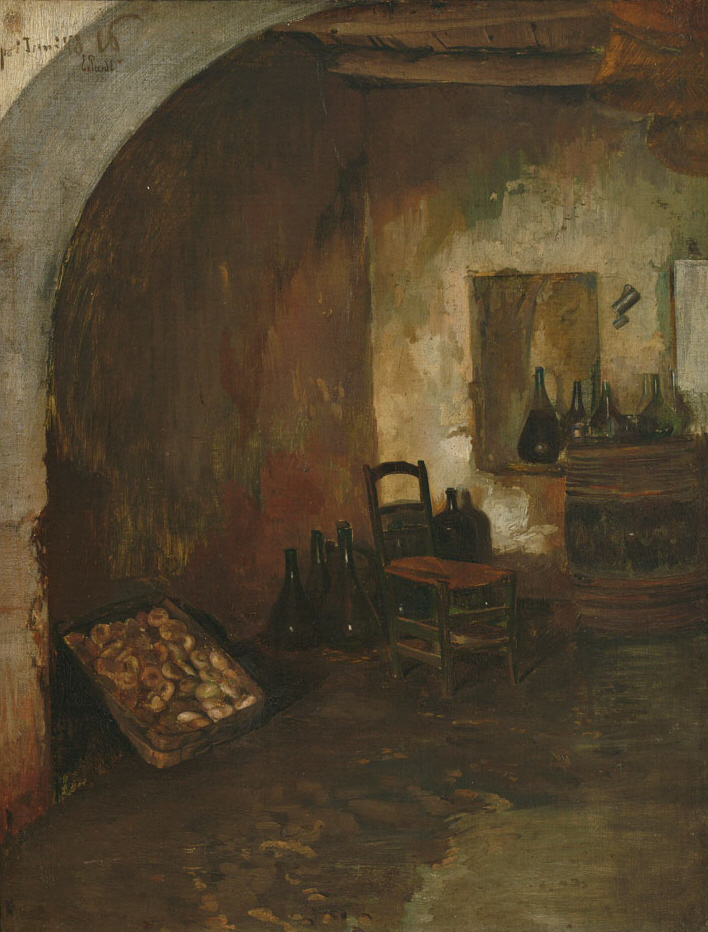
Cave voûtée, Capri 1878

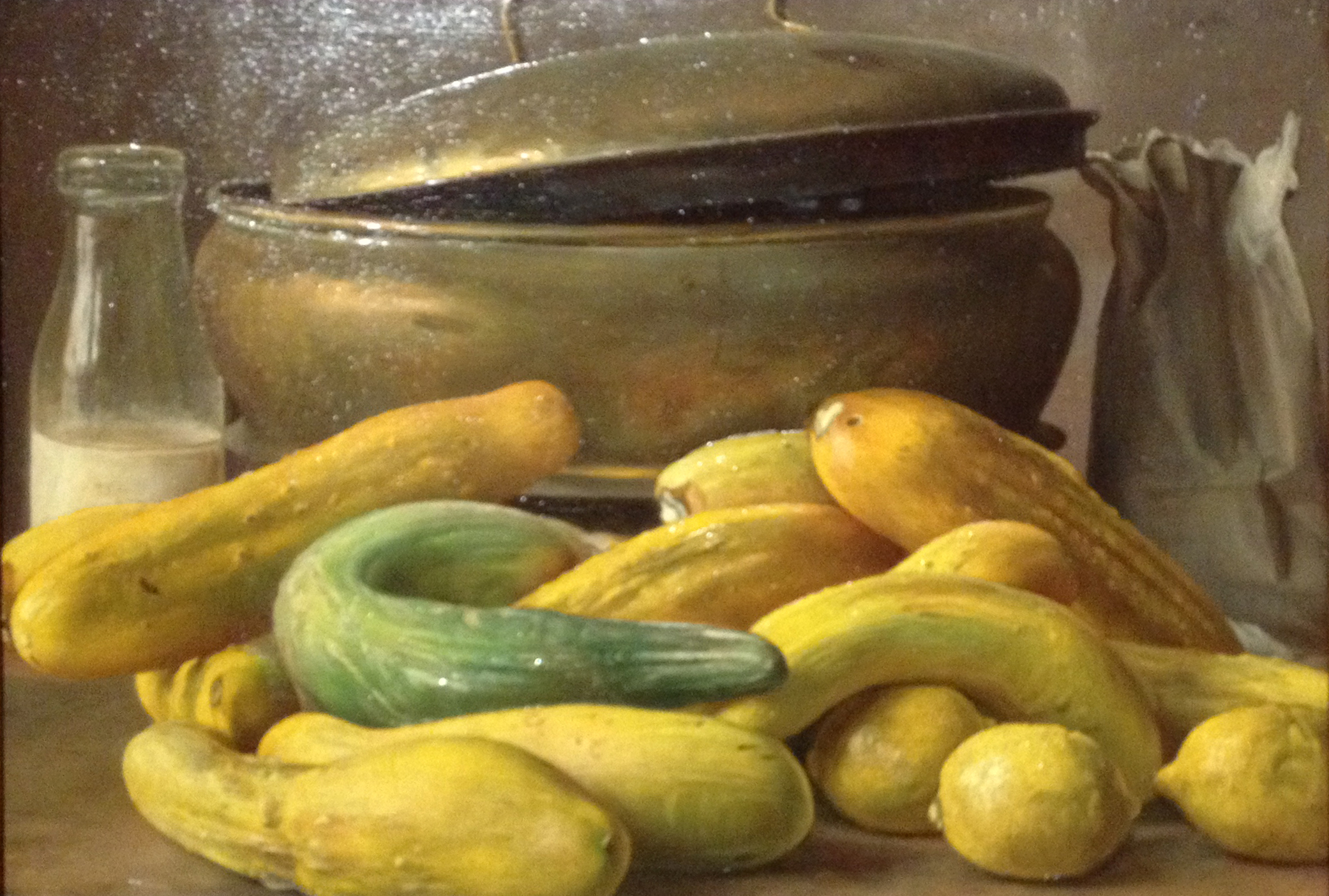
Nature morte au concombre, huile sur toile, acquis en 1917 par le Museum Kunstpalast

La peinture polyvalente de Te Peerdt est enracinée dans l'art du XIXe siècle, notamment dans les traditions des écoles de Düsseldorf et de Munich. Son expression picturale subit plusieurs changements au cours de sa vie. L'une de ses œuvres principales, Gesellschaft im Park (1873), montre la famille Sohn-Rethel dans le parc (de) de la maison Malkasten (de). Cette œuvre de jeunesse surprend par sa proximité avec l'impressionnisme, avec lequel il est entré en contact avec le peintre hongrois Pál Szinyei Merse lors de ses études à Munich. Le tableau de genre Der Kupferdrucker, soigneusement composé dans la tradition de Düsseldorf et montrant un faussaire de billets de banque au travail, rappelle l'Atelierszene (de) de Johann Peter Hasenclever dans sa franchise confessionnelle.
- Testamentaufnahme, 1872
- Gesellschaft im Park (Parkszene), 1873, seit 1909 im Wallraf-Richartz-Museum, Cologne
- Familie unter Birken, 1873
- Der Kupferdrucker (Der Banknotenfälscher; Ein Heliograph in seinem Atelier), 1876, seit 1917 im Museum Kunstpalast, Düsseldorf (vormals Städtische Kunstsammlungen zu Düsseldorf)
- Der Negermönch, 1877
- Der Rhein bei Düsseldorf, 1878
- Garten im Elternhaus, 1878
- Gewölbekeller, Capri 1878
- Damenporträt, 1879
- Waldinneres bei Burghausen, 1890, seit 1919 Museum Kunstpalast, Düsseldorf
- Selbstbildnis
- Gurkenstillleben, seit 1917 im Museum Kunstpalast, Düsseldorf

### Publications
En plus de la peinture, Te Peerdt travaille comme écrivain d'art et dramaturge. Il publie également des discussions philosophiques et des traductions de l'indien.
- Von dem Wesen der Kunst, 1893 (Digitalisat).
- Das Problem der Darstellung des Moments der Zeit in den Werken der malenden und zeichenden Kunst, 1899 (Digitalisat).
- Berufung, Drama, 1901.
- Der Dichter und der Tod, Drama, 1906.
- Gedanken über das Problem des Selbstbewusstseins bei Lesung der Upanishads, 1914.
- Das Ding an sich – das Ding als Funktion, 1927.

### Héritage
Le domaine de Te Peerdt est conservé par l'Institut Heinrich-Heine de Düsseldorf (peintures, écrits, lettres et autres documents) et l'hôtel de ville d'Erftstadt-Lechenich (135 dessins, 19 peintures).